# Huaxia Dong Lu
Huaxia Dong Lu (chiń. 华夏东路站) – stacja metra w Szanghaju, na linii 2. Zlokalizowana jest pomiędzy stacjami Chuangxin Zhong Lu oraz Chuansha. Została otwarta 8 kwietnia 2010.